# Adalbert Zink

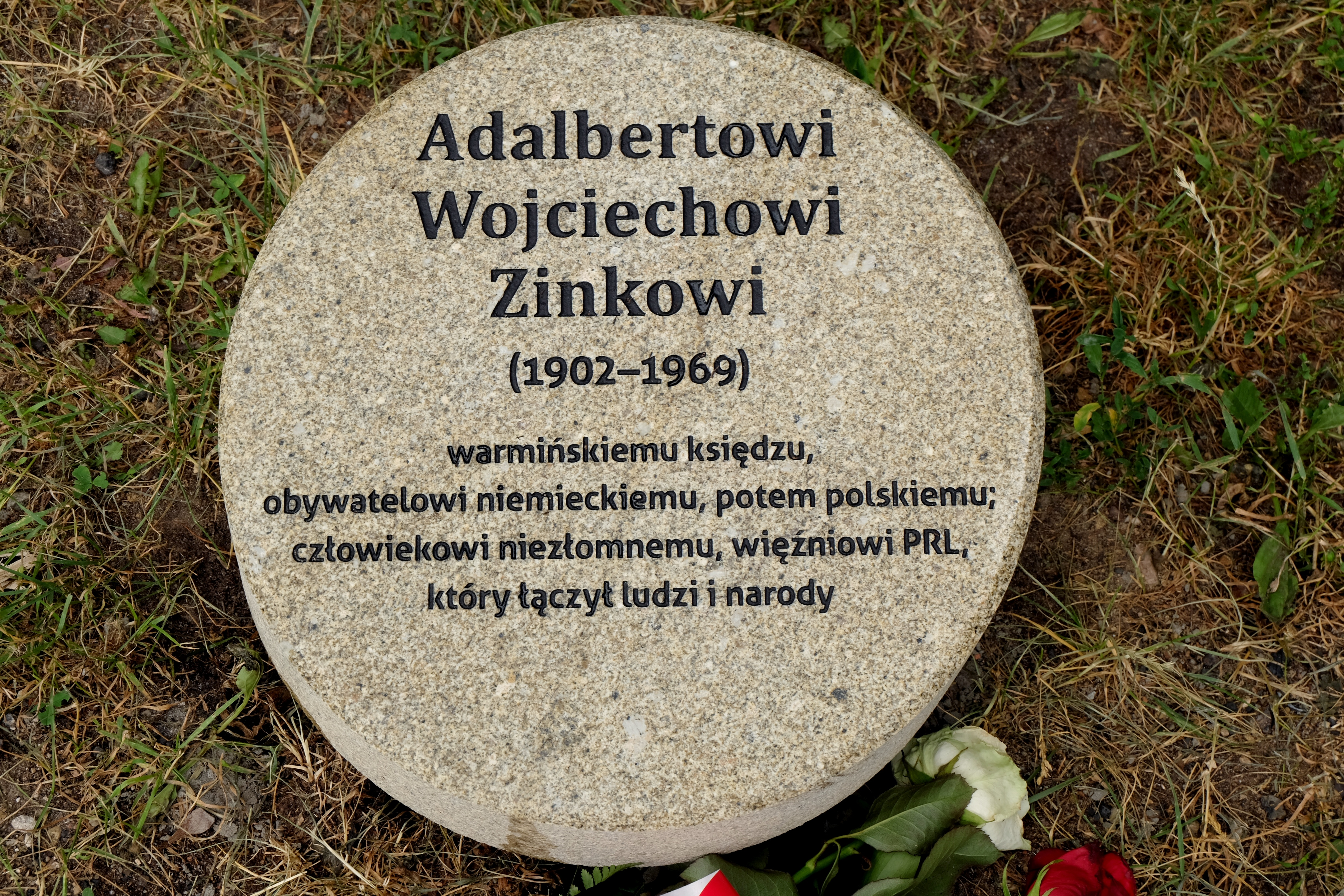
Gedenkstein im Garten der Gerechten in Warschau

Adalbert Zink (* 23. April 1902 in Bromberg; † 9. September 1969 in Olsztyn), als polnischer Staatsbürger Wojciech Zink, war ein römisch-katholischer Priester im Ermland. Er war Kapitularvikar von Olsztyn und Generalvikar der Diözese.

## Leben
Der Vater von Adalbert Zink stammte aus Berlin, die Mutter aus Woritten. Nach seiner Priesterweihe 1925 war er in mehreren Gemeinden im Ermland tätig.
Vor dem Zweiten Weltkrieg hielt er seine Gottesdienste in polnischer und deutscher Sprache und setzte sich nach dem Krieg für die deutsch-polnische Verständigung ein.
1946 kam er aus der Gefangenschaft zurück, 1951 wurde er Kapitelvikar in Olsztyn. Damit er die Zustimmung zur Ausübung dieser Funktion vom polnischen Staat erhielt, wurde er polnischer Staatsbürger. Als Infulat wurde ihm durch Kardinal Stefan Wyszyński das Amt des Generalvikars für das Erzbistum Ermland übertragen.
Bei der Festnahme von Kardinal Wyszyński durch die Stalinisten 1953 war er der einzige Bischof des Episkopats, der es wagte, dagegen zu protestieren. Dies führte dazu, dass er selbst bis 1956 eingesperrt wurde.
Zink starb 1969 in Olsztyn und ist in Gietrzwałd (deutsch Dietrichswalde) begraben.

## Denkmäler
- 2018: Denkmal mit Büste und Gedenktafel vor der Kathedralbasilika St. Jakob in Olsztyn sowie Gedenkstein im Garten der Gerechten in Warschau.